# Нукутталахти
Ну́кутталахти (фин. Nukuttalahti) — посёлок в составе Сортавальского городского поселения Сортавальского района Республики Карелия.

## Общие сведения
Расположен на северо-восточном берегу озера Ляппяярви.

## Население
| 2002 | 2009 | 2010 | 2013 |
| ---- | ---- | ---- | ---- |
| 12   | →12  | ↗25  | ↗26  |